# جون اورونو
جون اورونو (انگلیسی: Jun Uruno؛ زادهٔ ۲۳ اکتبر ۱۹۷۹) بازیکن فوتبال اهل ژاپن است.
از باشگاه‌هایی که در آن بازی کرده‌است می‌توان به باشگاه فوتبال بانکوک یونایتد اشاره کرد.